# Димитър Протич
Димитър Христов Протич е български юрист, председател на Върховния касационен съд на България (1938 – 1942).

## Биография
Роден е на 15 септември 1874 година във Велес. Първи братовчед е на Андрей Протич. Завършва Кюстендилското педагогическо училище и право в Хайделбергския университет в 1897 година. На следната 1898 година защитава и докторат в Хайделберг.
През Първата световна война е запасен подпоручик, постоянен член на Софийския военен съд.
Специалисте по углавно съдопроизводство. Работи като съдебен служител и нотариус, председател на Кюстендилския окръжен съд, прокурор на отделение във Върховния касационен съд. Носител на орден „Свети Александър“. Председател на Върховния касационен съд на България от 1938 до 1942 година.